# NGC 2998
NGC 2998 (również PGC 28196 lub UGC 5250) – galaktyka spiralna z poprzeczką (SBc), znajdująca się w gwiazdozbiorze Wielkiej Niedźwiedzicy. Odkrył ją William Herschel 15 stycznia 1788 roku.